# Большевик (район Одессы)
Посёлок «Большевик» — исторический микрорайон в Одессе, расположенный на Жеваховой горе. Часто так неправильно называют соседнюю Жевахову (Балтскую) слободку, находящуюся у подножия Жеваховой горы, вдоль старой Балтской дороги. Неподалёку от Большевика проходят оживлённые дороги, связывающие центр города и посёлок Котовского.

## История посёлка
Первые известные поселения здесь возникли ещё в первой половине XIX века, образовав две слободки. Ближняя к морю именовалась Балтовской слободкой или Балтовкой. Вторую слободу населяли преимущественно отставные солдаты, и называлась она Солдатской слободкой. Сегодня это Жеваховский посёлок.
Ещё в дореволюционный период этот район славился своей промышленностью: здесь находились знаменитый маслозавод братьев Трепель, большой костопальный завод Смита, промышленные кожевенные заводы Вайнштейна, Рисмана и Дашевского, обувная фабрика Уманского, маленький свечной заводик Балтской церкви. Однако все эти предприятия было не сравнить с мощностью пробково-линолеумного завода Викандера и Ларсона, к которому вскоре была подведена железнодорожная ветвь. Это предприятие, переименованное после революции в завод «Большевик», и дало название посёлку.
В постсоветский период завод перестал функционировать, а его многочисленные корпуса постепенно превратились в настоящие руины. Вслед за этим, начал приходить в упадок и сам посёлок. Ранее «Большевик» являлся одним из наименее благоустроенных городских микрорайонов.
Жилой фонд был представлен преимущественно частным сектором, однако в центре посёлка, хоть и в удручающем состоянии, находится самый настоящий музей советской архитектуры под открытым небом. В 1937 году здесь возвели огромный жилой дом в стиле сталинского ампира. Есть и другие «сталинки», попроще и без «архитектурных излишеств», построенные уже в 1950-е годы по переходным проектам. Имеется и достаточно много двухэтажек барачного типа того же времени постройки. Тему сталинской архитектуры продолжает величественное 4-этажное здание общежития завода «Большевик» — более ранняя постройка начала 1930-х годов в стиле довольно редкого в Одессе конструктивизма.

## Жевахова гора
Жевахова гора представляет собой относительно небольшой глиняный холм, возвышающийся над морем на 40 метров. С горы открывается отличный вид на Пересыпь, центр Одессы, залив и оба лимана.
В V—IV в. до н. э. на горе находилось древнегреческое поселение, крупнейшее в Северном Причерноморье и грандиозное святилище богини Деметры, обнаруженное археологами. Вообще, как археологический объект, гора была известна с конца XVIII столетия. В 1902 году снесли один из курганов и случайно обнаружили там греческие амфоры V в. до н. э. А первые находки античного времени на этом памятнике были сделаны ещё в 1820-х годах. В основном, обнаруженные на горе амфоры относятся к концу V — началу IV в. до н. э.
До штурма Хаджибея казаки называли гору Довга Могила. Перед самым штурмом крепости адмирал Иосиф де Рибас приказывал казацкому атаману Захарию Чепиге: «Полкам конным и пешим в команде вашей потребно быть готовыми к походу, а о четвёртом часу выйти с балки к Долгой Могиле». Своё нынешнее название гора получила в честь генерала Джавахишвили (князя Жевахова), у которого в XIX веке здесь находилось поместье. По другим сведениям — это была княгиня Екатерина Жевахова.
В наше время Жевахова гора используется для выпаса скота жителями прилегающих районов города (вокруг горы почти исключительно частный сектор и промзона), добычи глины и свалки мусора. В северной части расположен автомобильный рынок «Яма» (официальное название — «Куяльник») — рынок находится в углублении на плато горы.

## Транспорт
Доехать до "Большевика" можно на 105 маршрутке. Она следует от железнодорожного переезда на 7-й Пересыпской до ул. Главная на верхнем Большевике. В центре посёлка есть парикмахерская, несколько магазинов продовольственных товаров, промтоварный отдел, овощной магазин, магазин "Наша ряба" и небольшой детский сад.